# Mario Aurelio Poli
Mario Aurelio Poli (Buenos Aires, 29 de novembro de 1947) é um cardeal católico argentino, atual arcebispo emérito de Buenos Aires.

## Biografia
Filho de Mario Poli, maquinista ferroviário nascido na Toscana, e de sua esposa, Josefa Felisa Zambotti, argentina, costureira e cuja família também migrou da Itália. A família morou em Buenos Aires, mas por um período mudou-se para Casale Monferrato. Poli completou a sua educação primária nas escolas públicas e do ensino secundário na igreja paroquial de São Pedro Apóstolo. Frequentou a Faculdade de Direito e Ciências Sociais da Universidade de Buenos Aires, onde obteve Licenciatura em Serviço Social.
Em 1969 entrou no Seminário Metropolitano da Imaculada Conceição, de Buenos Aires, onde cursou filosofia e teologia. Na Pontifícia Universidade Católica da Argentina, obteve o doutorado em teologia (1997).

Foi ordenado sacerdote em 25 de novembro de 1978, na catedral metropolitana de Buenos Aires, pelo Cardeal-Arcebispo Juan Carlos Aramburu. Depois foi designado vigário paroquial na paróquia de San Cayetano, em Liniers, onde permaneceu até 1980. De 1980 a 1991, no Seminário Metropolitano, foi superior da comunidade; mais tarde, ecônomo; e por fim, avaliador de estudos. Também em 1980 começou a ensinar História da Igreja na Faculdade de Teologia da Pontifícia Universidade Católica da Argentina.

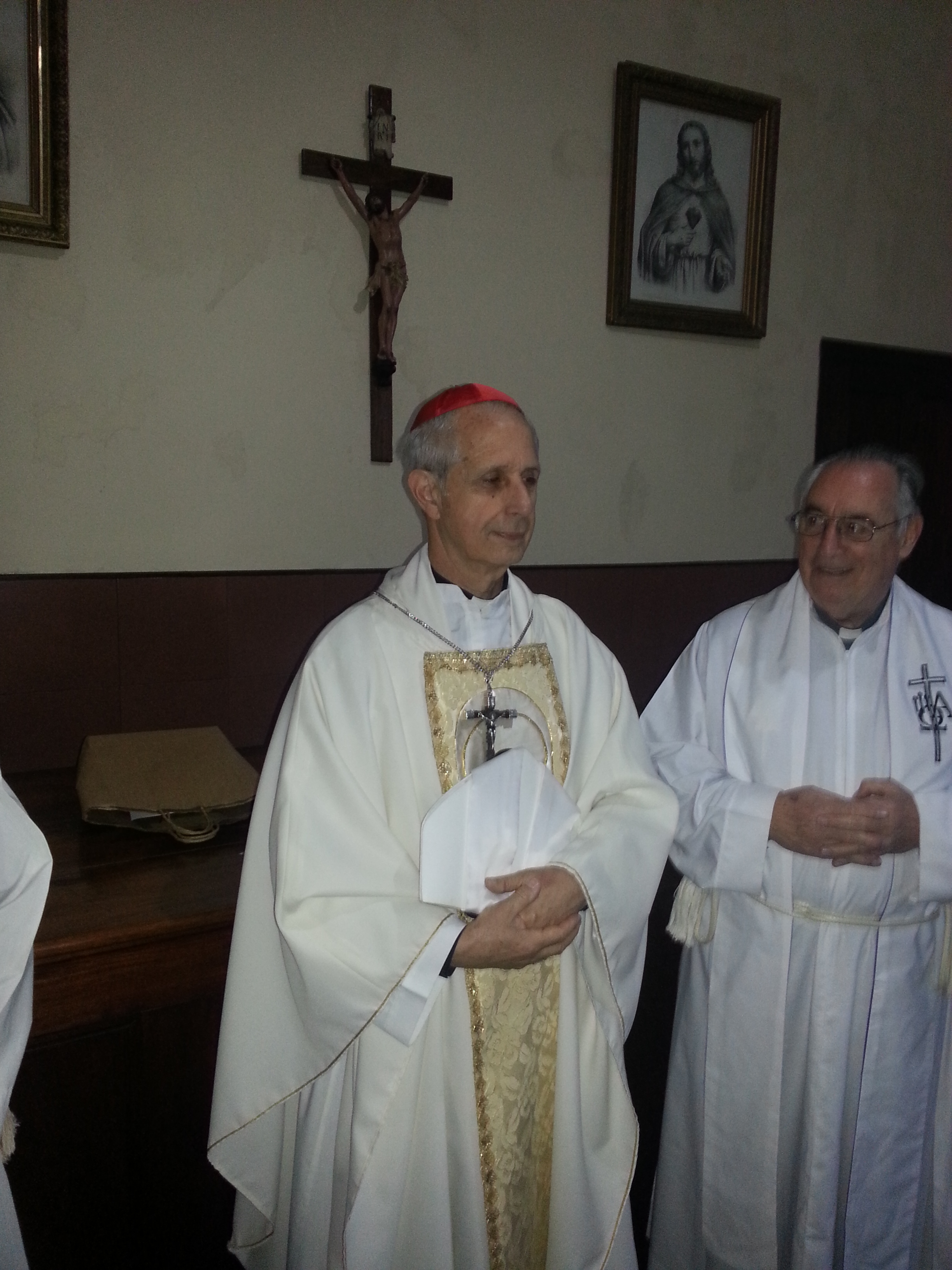
Cardeal Poli no Mosteiro de Santa Tereza de Jesus, em 2014.

De 1988 a 1991 foi capelão das Religiosas Misioneras Siervas del Espíritu Santo. Entre 1988 e 1992, Poli foi também assistente eclesiástico da associação laica Fraternidades y Agrupaciones Santo Tomás de Aquino. Em 1992, o então arcebispo de Buenos Aires, cardeal Antonio Quarracino, o nomeou diretor do Instituto Vocacional São José. Membro do Colégio de Consultores e do Conselho Presbiteral.
Em 8 de fevereiro de 2002, o Papa João Paulo II o nomeou bispo titular de Abidda e auxiliar de Buenos Aires. Recebeu a ordenação episcopal no 20 de abril seguinte, na catedral metropolitana de Buenos Aires, pelo Cardeal Jorge Mario Bergoglio, SJ, Arcebispo de Buenos Aires, auxiliado pelo Cardeal Juan Carlos Aramburu, Arcebispo Emérito de Buenos Aires, e os bispos auxiliares de Buenos Aires, Mario José Serra, Joaquín Mariano Sucunza e Guillermo Rodríguez Melgarejo.
Mesmo enquanto bispo, continuou lecionando na Faculdade de Teologia da Pontifícia Universidade Católica da Argentina, até ser transferido em 24 de junho de 2008 pelo Papa Bento XVI a bispo de Santa Rosa. Poli foi empossado no 30 de agosto seguinte.
A notícia de sua nomeação como arcebispo de Buenos Aires vazou para a imprensa em 27 de março de 2013, duas semanas após o cargo ficar vago com a eleição de Jorge Mario Bergoglio como Papa Francisco. O vazamento foi um constrangimento para os oficiais da Igreja.
Em 28 de março de 2013, foi elevado a arcebispo metropolitano de Buenos Aires. Recebeu o pálio, na Basílica de São Pedro, das mãos do Papa Francisco, em 29 de junho de 2013, por ocasião da Solenidade de São Pedro e São Paulo.
O papa o nomeou Ordinário dos fiéis católicos de Rito Oriental que residem na Argentina e não têm Ordinário de rito próprio em 4 de maio de 2013.
Na Conferência Episcopal Argentina (CEA), Mons. Poli foi membro das Comissões Episcopais de Educação Católica e de Ministros e presidente da Comissão para a Catequese e Pastoral Bíblica. Também foi capelão nacional da Comissão Pastoral Católica Escoteira (COPASCA). Foi eleito vice-presidente da CEA em 2017, com mandato até 2020. Presidente da Comissão Episcopal para a Educação Católica, com mandato de 2021 a 2024.
Teve sua renúncia ao governo arquidiocesano, por idade, aceita pelo Papa Francisco em 26 de maio de 2023. Em 28 de novembro, sua renúncia como ordinário dos fiéis católicos de Rito Oriental também foi aceita.

## Cardinalato
Em 12 de janeiro de 2014, foi anunciada a nomeação de Mario Aurelio Poli como cardeal, investidura efetivada em 22 de fevereiro de 2014, no primeiro consistório ordinário do Papa Francisco, com o título de cardeal-presbítero de São Roberto Belarmino. Foi instalado no dia seguinte.
Foi nomeado membro da Congregação para as Igrejas Orientais e do Pontifício Conselho para os Leigos em 22 de maio de 2014. Participou da 14ª Assembleia Geral Ordinária do Sínodo dos Bispos que ocorreu entre os dias 4 a 25 de outubro de 2015. Em 11 de novembro de 2017, foi eleito primeiro vice-presidente da Comissão Executiva da Conferência Episcopal Argentina. Em 2018, foi nomeado membro do Dicastério para os Leigos, a Família e a Vida.
Participou como cardeal eleitor no conclave de 2025 que elegeu o Papa Leão XIV.